# Klassentreffen
Ein Klassentreffen (in der Schweiz auch Klassenzusammenkunft) ist ein organisiertes Treffen ehemaliger Mitglieder einer Schulklasse nach einer variablen Zeitspanne.
Dabei sind in den deutschsprachigen Ländern alle Schulformen betroffen, die nach Klassenstrukturen organisiert sind. Dies sind vor allem Grundschul-, Hauptschul-, Realschul- und Gymnasialklassen sowie Berufsschulen, während aus dem anglo-amerikanischen Bildungsweg auch High-School- und College-Absolventen gemeint sein können, die eher jahrgangsmäßigen Strukturen folgen und deswegen in der Teilnehmerzahl über die übliche Klassenstärke hinausgehen.

## Zweck
Bei einem Klassentreffen, bei Gymnasiumsabsolventen  auch Abitreffen (Abiturtreffen) oder Maturatreffen genannt, kommen ehemalige Schüler einer Schulklasse zusammen, um ihre Kontakte untereinander aufzufrischen und Erinnerungen auszutauschen. Der Grund ist oft die Neugier, was aus den ehemaligen Gefährten aus der Schulzeit wurde.
Bei Klassentreffen werden teilweise auch ehemalige Lehrer mit eingeladen. Man trifft sich oft vor dem alten Schulgebäude, besichtigt dieses und lässt Erinnerungen in Gesprächen lebendig werden.

## Organisation
Die Personensuche der Klassenmitglieder erweist sich besonders nach mehreren Jahren als eine der schwierigsten Aufgaben  bei der Organisation eines Klassentreffens. Es gibt Dienste, die bei der Suche nach ehemaligen Mitschülern ihre Hilfe anbieten. Auch eine Annonce in der Zeitung kann zum Erfolg führen. In neuerer Zeit bieten auch Internetportale entsprechende Hilfestellungen an. Generell ist die Suche durch das Internet erheblich erleichtert worden, da viele Personen privat (z. B. in einem der üblichen sozialen Netzwerke) oder beruflich dort vertreten sind.
In vielen Fällen werden Klassentreffen von einer oder mehreren Personen aus dem Klassenverband organisiert, häufig solche die noch am Ort des Schulbesuchs wohnen und dadurch noch einen stärkeren persönlichen Bezug zu ihrer ehemaligen Schule haben oder auch nach dem Ende der Schulzeit noch regelmäßigen Kontakt zueinander halten und befreundet sind.
Mitunter werden aber auch von Schulen selbst Treffen ehemaliger Schüler angeboten, etwa anlässlich eines Schuljubiläums. Meist sind diese Treffen dann allerdings für alle ehemaligen Schüler gedacht und nicht speziell für einen Jahrgang bzw. eine Abschlussklasse, seltener werden durch eine Schule etwa Treffen für das „silberne“ (25 Jahre) oder das „goldene!“ (50 Jahre) Abschlussjubiläum des betreffenden Jahrgangs veranstaltet.

## Klassentreffen in Film, Fernsehen und Schauspiel

### Kinofilme
In folgenden Filmen ist ein Klassentreffen wesentlicher oder zumindest wichtiger Bestandteil der Handlung:
- 1975: Ein irres Klassentreffen, mit Ugo Tognazzi und Philippe Noiret
- 1986: Peggy Sue hat geheiratet, mit Kathleen Turner, Nicolas Cage und Barry Miller
- 1988: Klassezämekunft, mit Anne-Marie Blanc, Stephanie Glaser und Ursula Andress
- 1994: Tödliches Klassentreffen, mit James Belushi, Liza Minnelli und Robert Wagner
- 1997: Romy und Michele, mit Mira Sorvino und Lisa Kudrow
- 1997: Ein Mann – ein Mord, mit John Cusack, Minnie Driver und Dan Aykroyd
- 2012: American Pie: Das Klassentreffen, mit Jason Biggs, Alyson Hannigan, Chris Klein, Thomas Ian Nicholas, Eddie Kaye Thomas und Seann William Scott
- 2018: Klassentreffen 1.0, mit Til Schweiger, Samuel Finzi und Milan Peschel

Folgende Filme handeln vom Wiedersehen ehemaliger Studienfreunde:
- 1983: Der große Frust, mit Tom Berenger, Glenn Close, Jeff Goldblum und William Hurt
- 1992: Peter’s Friends, mit Kenneth Branagh, Stephen Fry, Hugh Laurie und Emma Thompson

### Fernsehproduktionen
- Das ZDF strahlte ab Ende 1987 eine Talk-Serie „Klassentreffen“ aus. Gäste waren Prominente und deren ehemalige Klassenkameraden.
- 2001: Klassentreffen – Mordfall unter Freunden, mit Natalia Wörner und Christoph M. Ohrt
- Eine Episode der Fernsehserie Der Bulle von Tölz aus dem Jahr 2003 trägt den Titel „Klassentreffen“.
- 2004: Klassentreffen, mit Frank Giering und Johann von Bülow
- 2010: Kölner Tatort – Folge 752 Klassentreffen
- 2012: Maria Wern, Kripo Gotland, Folge: Die Insel der Puppen mit Eva Röse
- 2015: Der Metzger muss nachsitzen
- 2019: Klassentreffen, Improvisationsfilm der ARD

### Schauspiel
- Im Herbst 2002 hatte das Stück „Klassentreffen“ Uraufführung am Stuttgarter Theater Rampe. Text und Regie: Klaus Chatten. Die Hauptrollen spielten Nik Neureiter und Hans Piesbergen.